# Villarrubia Club de Fútbol
El Villarrubia Club de Fútbol és un equip de futbol amb seu a Villarrubia de los Ojos, Castella-la Manxa, Espanya. L'equip juga a Segona Divisió B, grup 4. La seu del club és el Campo Nuevo Municipal.

## Història
Jesús Santos Fiorito va fundar el club l'any 1959 i es va convertir en el seu primer president.
La temporada 2018-19 el club va acabar 2n a Tercera Divisió, Grup 18 i va ascendir a Segona Divisió B.

## Temporada a temporada
| Temporada | Nivell | Divisió    | Lloc | Copa del Rei  |
| --------- | ------ | ---------- | ---- | ------------- |
| 2007/08   | 7      | 2ª Aut.    | 1r   |               |
| 2008/09   | 6      | 1ª Aut.    | 2n   |               |
| 2009/10   | 5      | Pref. Aut. | 2n   |               |
| 2010/11   | 4      | 3a         | 5è   |               |
| 2011/12   | 4      | 3a         | 6è   |               |
| 2012/13   | 4      | 3a         | 14è  |               |
| 2013/14   | 4      | 3a         | 6è   |               |
| 2014/15   | 4      | 3a         | 6è   |               |
| 2015/16   | 4      | 3a         | 12è  |               |
| 2016/17   | 4      | 3a         | 5è   |               |
| 2017/18   | 4      | 3a         | 4t   |               |
| 2018/19   | 4      | 3a         | 2n   |               |
| 2019/20   | 3      | 2a B       | 12è  | Primera ronda |

- 1 temporada a Segona Divisió B
- 9 temporades a Tercera Divisió